# Physocypria pustulosa
Physocypria pustulosa är en kräftdjursart som först beskrevs av Sharpe 1897.  Physocypria pustulosa ingår i släktet Physocypria och familjen Cyprididae. Inga underarter finns listade i Catalogue of Life.